# Frank Ténot
Frank Ténot (* 31. Oktober 1925  in Mülhausen; † 8. Januar 2004 in Neuilly-sur-Seine)  war ein französischer Journalist, Jazzkritiker, Jazz-Mäzen und Verleger.
Ténot kam in Kontakt mit Jazz im „Hot Club“ in Bordeaux, dessen Präsident er 1944 war. Nach dem Krieg blieb er in Paris und begann seine Arbeit als Jazzkritiker. Von 1946 bis 1948 war er Sekretär in der Redaktion von „Jazzhot“. Zeitweise arbeitete er in den 1950er Jahren hauptberuflich als technischer Angestellter für das Atomenergiekommissariat (Euratom) mit Sitz in Brüssel. In Paris war er eng mit Boris Vian befreundet, mit dem er die von Alfred Jarry erfundene „Wissenschaft“ der Pataphysik weiterentwickelte. 
In den 1950er Jahren verlegte er das „Jazz Magazine“, das er vom Chef einer Plattenfirma übernommen hatte, der es nicht weiterführen wollte. 1962 kam das Pop Magazin „Salut les copains“ hinzu, das ihr gleichnamiges Programm bei „Europe 1“ begleitete und durch die Popularität von Johnny Hallyday in Frankreich weite Verbreitung fand. Mit seinem Freund und Partner Daniel Filipacchi machte er 1955 bis 1968 die in Frankreich bekannte Radiosendung „Pour ceux qui aiment le jazz“ auf „Europe 1“ (und als Hachette 1986 „Europe 1“ kaufte, wurde er dort Präsident). Mit Hachette baute er ein Zeitungskonglomerat auf. 1964 gründeten sie das Männermagazin „Lui“, gefolgt von „Pariscope“ und „Photo“. 1976 kauften sie „Paris Match“ (bei dem Ténot auch Chefherausgeber, war) und taten sich mit Matra zusammen – das spätere „Hachette Filipacchi Publications“ mit ihm als CEO. Dazu gehörten zuletzt auch Hustler, Woman´s Day, George, Journal de Dimanche und eine spanische TV-Programmzeitschrift. 
Ténot erwarb das Jazz-Magazin „Jazzman“ und gründete den Musik- und Buchverlag „Editions du Layeur“. Bis zu seinem Tod schrieb er eine monatliche Kolumne in „Jazz Magazine“. Nachdem Filipacchi und er ihre Anteile an Hachette verkauft hatten, gründete Ténot zur Unterstützung von Jazzorganisationen die „Frank Ténot Foundation“ in Marnay-sur-Seine, wo er 1995 bis 2001 Bürgermeister war. Er war befreundet mit Jean-François Bizot (1944–2007), dem Gründer der Radiostation TSF, die rund um die Uhr Jazz sendet. Ténot veranstaltete Konzerte im Pariser Olympia, unter anderem mit Miles Davis, Louis Armstrong und Sylvie Vartan. 2004 erhielt er den europäischen Jazzpreis Django d’Or.
Seine Tochter Sarah führte den Verlag weiter.

## Werke
- Je voulais en savoir davantage (Autobiographie), Albin Michel 1997,
- Frankly speaking – chroniques de Jazz de 1944 a 2004, 2004
- Dictionnaire du Jazz 1967 (mit Philippe Carles)
- Radios privées, radios pirates 1977
- Jazz encyclopoche 1977
- Le jazz 1983
- Boris Vian: Jazz à Saint-Germain 1993